# Architektur Konstruieren

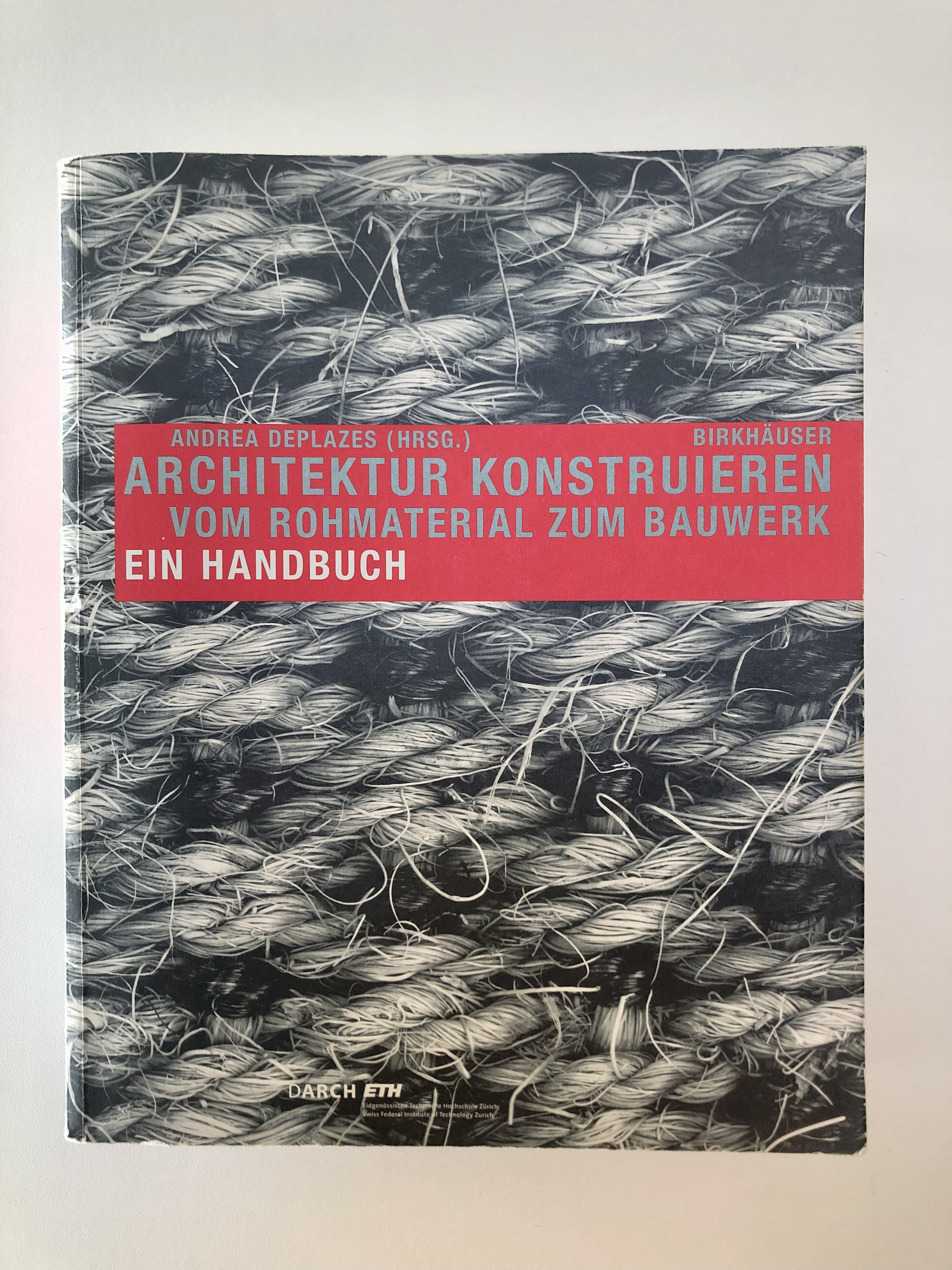
Architektur Konstruieren von Andrea Deplazes (2. Auflage, 2005)

Das Buch Architektur Konstruieren: Vom Rohmaterial zum Bauwerk ist ein Standardwerk, das von Andrea Deplazes im Birkhäuser Verlag herausgegeben wurde.

## Beschrieb
Das weltweit anerkannte Konstruktionsbuch für Studierende und Dozierende an Hochschulen und Universitäten und Architekturschaffende und Laien wurde erstmals 2004 im Birkhäuser Verlag in Basel verlegt und später mehrfach aktualisiert, überarbeitet und erweitert. Der Herausgeber ist Andrea Deplazes, Professor für Architektur und Konstruktion an der ETH Zürich. Das Lehrbuch ist erhältlich als Hardcover und Paperback in den Sprachen Chinesisch, Deutsch, Englisch, Französisch, Italienisch, Kroatisch und Japanisch. Das international preisgekrönte Werk ist systematisch gegliedert und vermittelt technisches und konstruktives Grundlagenwissen. Es stellt Baustoffe, Bauelemente und Strukturen anhand bemerkenswerter Architektur in einem breiten kulturellen Kontext vor.

## Kapitel
- Rohstoffe/Materialien
- Bauteile
- Bauweisen
- Bauwerke
- Bauelemente über „Aufzüge“
- Strukturen über „Rohbau – Ausbau – Edelrohbau“
- Anschauungen zum Klima

## Bekannte Mitarbeiter
Assistenten:
Oya Atalay Franck, Marcel Baumgartner, Tamara Bonzi, Ramun Capaul, Franca Comalini, Christoph Elsener, Christine Enzmann, Fabio Felippi. Lorenzo Giuliani, Christian Hönger, Marius Hug, Tibor Joanelly, David Leuthold, Thomas Melliger, Urs Meister, Sascha Roesler, Martin Saarinen, Cordula Seger, Patrik Seiler, Katharina Stehrenberger, Mark van Kleef, Christoph Wieser, Raphael Zuber
Hilfsassistenten:
Angela Deuber, Simon Frommenwiler, Jean Lucien Gay, Carmelia Maissen, Gian Salis, Karen Wassung

## Auflagen
- 2004: 1. Auflage, 512 Seiten, ISBN 3-7643-7187-0
- 2005: 2. Auflage, 511 Seiten, ISBN 3-7643-7312-1
- 2008: 3. Auflage, 559 Seiten, ISBN 3-7643-8629-0
- 2013: 4. Auflage, 616 Seiten, ISBN 3-03821-456-6
- 2018: 5. Auflage, 592 Seiten, ISBN 3-0356-1667-1
- 2022: 6. Auflage, 608 Seiten, ISBN 3-0356-2664-2